# Plaça de les Sardanes (Sant Daniel)
La Plaça de les Sardanes és un indret al veïnat de Sant Daniel de Girona inclòs a l'Inventari del Patrimoni Arquitectònic de Catalunya.

## Descripció
És un espai herbat i rodejat d'arbres, situat a la confluència de les rieres de Sant Miquel i de la Torre. S'hi accedeix travessant un passera de bigues metàl·liques i solera de formigó, baranes metàl·liques. S'hi puja per uns esglaons. A un costat de l'espai intern hi ha un cadafal per les sardanes, de tres esglaons de pedra de Girona, recolzats a un mur posterior on hi ha una placa escrita: Plaça de la Constitució.

## Història
Antigament hi havia una construcció senzilla anomenada la Barraqueta i que feia d'escoles i Ajuntament. Amb la proclamació de a Constitució de 1869 es col·locà la placa commemorativa. Al 1901 es traslladen les escoles i l'Ajuntament i resta com a plaça per a ballar-hi les sardanes durant la Festa Major. El 1901 es van construir les grades pels músics. Al segle xviii s'anomenava al lloc "Plassa Balladora". Actualment s'ha construït el pont d'accés, en substitució d'un en mal estat.